# Course d'orientation à VTT
 (octobre 2016).
 (décembre 2013).
Si vous disposez d'ouvrages ou d'articles de référence ou si vous connaissez des sites web de qualité traitant du thème abordé ici, merci de compléter l'article en donnant les références utiles à sa vérifiabilité et en les liant à la section « Notes et références ».
 (février 2025).
La mise en forme du texte ne suit pas les recommandations de Wikipédia : il faut le « wikifier ».
Les points d'amélioration suivants sont les cas les plus fréquents. Le détail des points à revoir est peut-être précisé sur la page de discussion.
- Les titres sont pré-formatés par le logiciel. Ils ne sont ni en capitales, ni en gras.
- Le texte ne doit pas être écrit en capitales (les noms de famille non plus), ni en gras, ni en italique, ni en « petit »…
- Le gras n'est utilisé que pour surligner le titre de l'article dans l'introduction, une seule fois.
- L'italique est rarement utilisé : mots en langue étrangère, titres d'œuvres, noms de bateaux, etc.
- Les citations ne sont pas en italique mais en corps de texte normal. Elles sont entourées par des guillemets français : « et ».
- Les listes à puces sont à éviter, des paragraphes rédigés étant largement préférés. Les tableaux sont à réserver à la présentation de données structurées (résultats, etc.).
- Les appels de note de bas de page (petits chiffres en exposant, introduits par l'outil «  Source ») sont à placer entre la fin de phrase et le point final[comme ça].
- Les liens internes (vers d'autres articles de Wikipédia) sont à choisir avec parcimonie. Créez des liens vers des articles approfondissant le sujet. Les termes génériques sans rapport avec le sujet sont à éviter, ainsi que les répétitions de liens vers un même terme.
- Les liens externes sont à placer uniquement dans une section « Liens externes », à la fin de l'article. Ces liens sont à choisir avec parcimonie suivant les règles définies. Si un lien sert de source à l'article, son insertion dans le texte est à faire par les notes de bas de page.
- La présentation des références doit suivre les conventions bibliographiques. Il est recommandé d'utiliser les modèles {{Ouvrage}}, {{Chapitre}}, {{Article}}, {{Lien web}} et/ou {{Bibliographie}}. Le mode d'édition visuel peut mettre en forme automatiquement les références.
- Insérer une infobox (cadre d'informations à droite) n'est pas obligatoire pour parachever la mise en page.

Pour une aide détaillée, merci de consulter Aide:Wikification.
Si vous pensez que ces points ont été résolus, vous pouvez retirer ce bandeau et améliorer la mise en forme d'un autre article.
 (février 2025).
La course d'orientation à VTT, également désignée par les sigles COVTT, CO VTT, VTTO ou encore par le sigle anglais MTBO (pour Mountain bike orienteering), est une course d'orientation dans laquelle les concurrents, en utilisant des VTT, doivent naviguer indépendamment à travers leur carte. Les concurrents doivent rejoindre un certain nombre de points de contrôle (postes) marqués sur la carte dans les plus brefs délais, aidé seulement par leur carte et leur boussole. Le parcours, défini par l'emplacement des postes, n'est révélé aux concurrents qu'une minute avant qu'ils commencent. Contrairement à de la course d'orientation pédestre, l'orienteur est à VTT et rouler hors des pistes ou des sentiers n'est autorisé que dans les zones indiquées sur la carte par les symboles appropriés.
La course d'orientation à VTT est une variante de la course d'orientation pédestre. En France, il s'agit d'un sport reconnu Haut Niveau par le ministère des Sports et cette discipline est affiliée à la Fédération française de course d'orientation. La fédération internationale est la Fédération internationale de course d'orientation.

## Cartographie
La carte de CO VTT est similaire à celle de la CO pédestre, mais en plus de représenter les éléments du terrain tels que le dénivelé, la végétation, rochers, etc. elle a la particularité d'indiquer à l'orienteur l'état des chemins selon leur cyclabilité et leur largeur. Il s'agit du principal élément à tenir en compte lors d'une course d'orientation à VTT. Depuis 2010 il existe quatre types de cyclabilité des chemins (0-25% ; 25-50% ; 50-75% ; 75-100%) et deux largeurs de chemins (<1,5 m ; >1,5 m).
Ainsi l'orienteur à VTT doit choisir selon sa condition physique, l'itinéraire qui lui semble le plus rapide pour rejoindre le poste suivant.

## Catégories
La course d'orientation à VTT possède ses propres catégories, différentes de la CO pédestre. Les catégories sont les suivantes (âge au 31 décembre de l'année en cours) :
- H/D 10 : Concerne les hommes et les femmes de moins de 10 ans
- H/D 12 : Concerne les hommes et les femmes âgés de 11 à 12 ans
- H/D 14 : Concerne les hommes et les femmes âgés de 13 à 14 ans
- H/D 17 : Concerne les hommes et les femmes âgés de 15 à 17 ans
- H17E : Concerne les hommes âgés de 15 à 17 ans classés en catégorie Élite
- H/D 20 : Concerne les hommes et les femmes âgés de 18 à 20 ans
- H/D 20E : Concerne les hommes et les femmes âgés de 18 à 20 ans classés en catégorie Élite
- H/D 21 : Concerne les hommes et les femmes âgés de 21 à 39 ans
- H/D 21C : Concerne les hommes et les femmes âgés de 21 à 39 ans classés en catégorie Court
- H/D 40 : Concerne les hommes et les femmes âgés de 40 à 49 ans
- H/D 40C : Concerne les hommes et les femmes âgés de 40 à 49 ans classés en catégorie Court
- H/D 50 : Concerne les hommes et les femmes âgés de 50 à 59 ans
- H/D 60 : Concerne les hommes et les femmes âgés de 60 à 69 ans
- H/D 70 : Concerne les hommes et les femmes âgés de 70 ans et plus

## Circuits
Il existe différents types de compétitions :
- Le Sprint - L’échelle de la carte doit être l’une des suivantes : 1/5 000, 1/7 500 ou 1/10 000. Le sprint dure pour les circuits A, B, C, D et E entre 20 et 25 minutes environ et pour les circuits F et G entre 15 et 20 minutes (temps moyen des trois premiers). Les sprints se font toujours contre la montre avec un départ toutes les minutes.
- La Moyenne Distance (MD) - L’échelle de la carte doit être l’une des suivantes : 1/10 000 ou 1/15 000. La MD dure pour les circuits A de 55 à 60 minutes, B de 50 à 55 minutes, C de 45 à 50 minutes, D de 35 à 40 minutes, E et F de 30 à 35 minutes , G de 25 à 30 minutes.
- La Longue Distance (LD) - L’échelle de la carte doit être l’une des suivantes : 1/15 000 ou 1/20 000. La LD dure pour les circuits A de 105 à 110 minutes, B de 85 à 90 minutes, C de 75 à 80 minutes, D de 65 à 70 minutes, E de 55 à 60 minutes, F de 45 à 50 minutes, G de 35 à 40 minutes.

Pour les MD et LD, la course contre la montre doit se faire avec un départ toutes les 2 ou 3 minutes, sauf pour les courses Mass Start (départ en masse) ou poursuite (cas des courses à étapes). De plus dans ces deux cas la prise de carte se fait au déclenchement du chrono.
- Le Relais

L’échelle de la carte doit être l’une des suivantes : 1/10 000 ou 1/15 000. En France les relais se font par équipe de deux du même club et de catégories spécifiques au relais. Pour les Championnats du Monde et les Coupes d'Europe, les relais se font par équipe de trois selon les catégories Jeune/Junior/Senior/Master

## Circuits - Catégories - Formats de course
Sprint
- Circuit A : H20E ; H21
- Circuit B : H17E ; H20 ; H40 ; D21
- Circuit C : H17 ; H21C ; H50 ; D20E
- Circuit D : H40C ; H60 ; D20 ; D40
- Circuit E : H14 ; H70 ; D17 ; D21C ; D50
- Circuit F : D60 ; D40C
- Circuit G : H12 ; D12 ; D70
- Circuit H : H10 ; D10

MD
- Circuit A : H20E ; H21
- Circuit B : H17E ; H20 ; H40 ; D21
- Circuit C : H17 ; H21C ; H50 ; D20E
- Circuit D : H40C ; H60 ; D20 ; D40
- Circuit E : H14 ; H70 ; D17 ; D21C ; D50
- Circuit F : D60 ; D40C
- Circuit G : H12 ; D12 ; D70
- Circuit H : H10 ; D10

LD
- Circuit A :  H21
- Circuit B : H20E ; H20 ; H40 ; D21
- Circuit C : H17 ; H17E ; H21C ; H50
- Circuit D : H40C ; H60 ; D20 ; D20E ; D40
- Circuit E : H14 ; H70 ; D17 ; D21C ; D50
- Circuit F : D60 ; D40C
- Circuit G : H12 ; D12 ; D70
- Circuit H : H10 ; D10

Relais
- Circuit H12-H14
- Circuit D12-D14
- Circuit H17-H20
- Circuit D17-D20
- Circuit H21
- Circuit D21
- Circuit H40
- Circuit D40
- Circuit H50-H60-H70
- Circuit D50-D60-D70

## WMTBOC (Championnats du monde de CO VTT)
Les premiers Championnats du monde de CO VTT ont été organisés en France, à Fontainebleau du 2 au 7 juillet 2002 organisés par le club de l'AS Samois. Les championnats suivants ont eu lieu en 2004 en Australie, en 2005 en Slovaquie, en 2006 en Finlande, en 2007 en République Tchèque, en 2008 en Pologne, en 2009 en Israël, en 2010 au Portugal, en 2011 en Italie, en 2012 en Hongrie, en 2013 en Estonie.

### Palmarès français

#### Sénior
- 2002 : Dame : 1 Or pour Laure Coupat ; Homme : 1 Argent et 1 Bronze pour Jérémie Gillmann ; Relais : Dame Argent (Laure Coupat, Magali Coupat, Caroline Finance) ; Homme : Or (Sébastien Sxay, Joel Poirette, Olivier Pralus)
- 2004 : Dame : 1 Argent pour Laure Coupat
- 2005 : Relais : Dame : Bronze (Karoline Finance, Madeleine Kammerer, Aurélie Ballot) ; Homme : Argent (Matthieu Barthelem, Stéphane Toussaint, Jérémie Gillmann)
- 2006 : Aucune médaille
- 2007 : Homme : 2 Argents pour Jérémie Gillmann ; Relais Homme : Or (Stéphane Toussaint, Matthieu Barthelemy, Jérémie Gillmann)
- 2008 : Aucune médaille
- 2009 : Homme : Bronze pour Matthieu Barthelemy
- 2010 : Aucune médaille
- 2011 : Dame : Or pour Gaëlle Barlet
- 2012 : Aucune médaille
- 2013 : Aucune médaille
- 2014 :
- 2015 : Dame : Or pour Gaëlle Barlet ; 2 Argent pour Lou Denaix ; Or pour les relais hommes et femmes 20

#### Junior
- 2008 : Pas de participation française
- 2009 : Aucune médaille
- 2010 : Aucune médaille
- 2011 : Aucune médaille
- 2012 : Dame : Or pour Lou Denaix
- 2013 : Homme : 3 Ors pour Cédric Beill ; Relais Homme : Or  (Yoann Courtois, Jacques Schmidt-Morgenroth, Cedric Beill)